# Bitdefender
A Bitdefender egy román kiberbiztonsági és vírusirtószoftver-gyártó cég. 2001-ben alapította Florin Talpeş, aki jelenleg (2019) a vezérigazgató.  A Bitdefender vírusvédelmi szoftvert, internetes biztonsági szoftvert, végpont-biztonsági szoftvert és más kiberbiztonsági termékeket és szolgáltatásokat fejleszt és értékesít.
A Bitdefender évek óta a világ vezető vírusvédelmi szoftvere. 2018-tól a szoftver mintegy 500 millió felhasználóval rendelkezik világszerte. 2018 augusztusától kezdve a Bitdefender az ötödik helyen áll a Windows kártevőirtóalkalmazás-gyártói globális piaci részesedésének.

## Termékek
- Bitdefender Total Security
- Bitdefender Internet Security
- Bitdefender Antivirus Plus
- Bitdefender Antivirus Free Edition
- Bitdefender Antivirus for MAC
- Bitdefender Mobile Security
- Bitdefender Central
- Bitdefender Parental Control
- Bitdefender BOX 1st Gen
- Bitdefender BOX Agent
- Bitdefender Family Pack
- Bitdefender TrafficLight

- Bitdefender Premium VPN
- GravityZone Ultra Security
- GravityZone Elite Security
- GravityZone Enterprise Security